# Sagres, Portugal
Sagres är en liten fiskeby vid Portugals och Europas sydvästligaste spets. Intill byn finns klippudden Ponta de Sagres (Sagres udden), även kallat "Världens ände", där Henrik Sjöfararen på 1400-talet lät bygga en fästning och enligt legenden en skola för sjöfart och ett varv.

## Ortnamnet
Ortnamnet Sagres härstammar från latinets [Promontorius] Sacrus (”helig [udde]”), syftande på den ödsliga plats där förhistoriska gudar dyrkades.

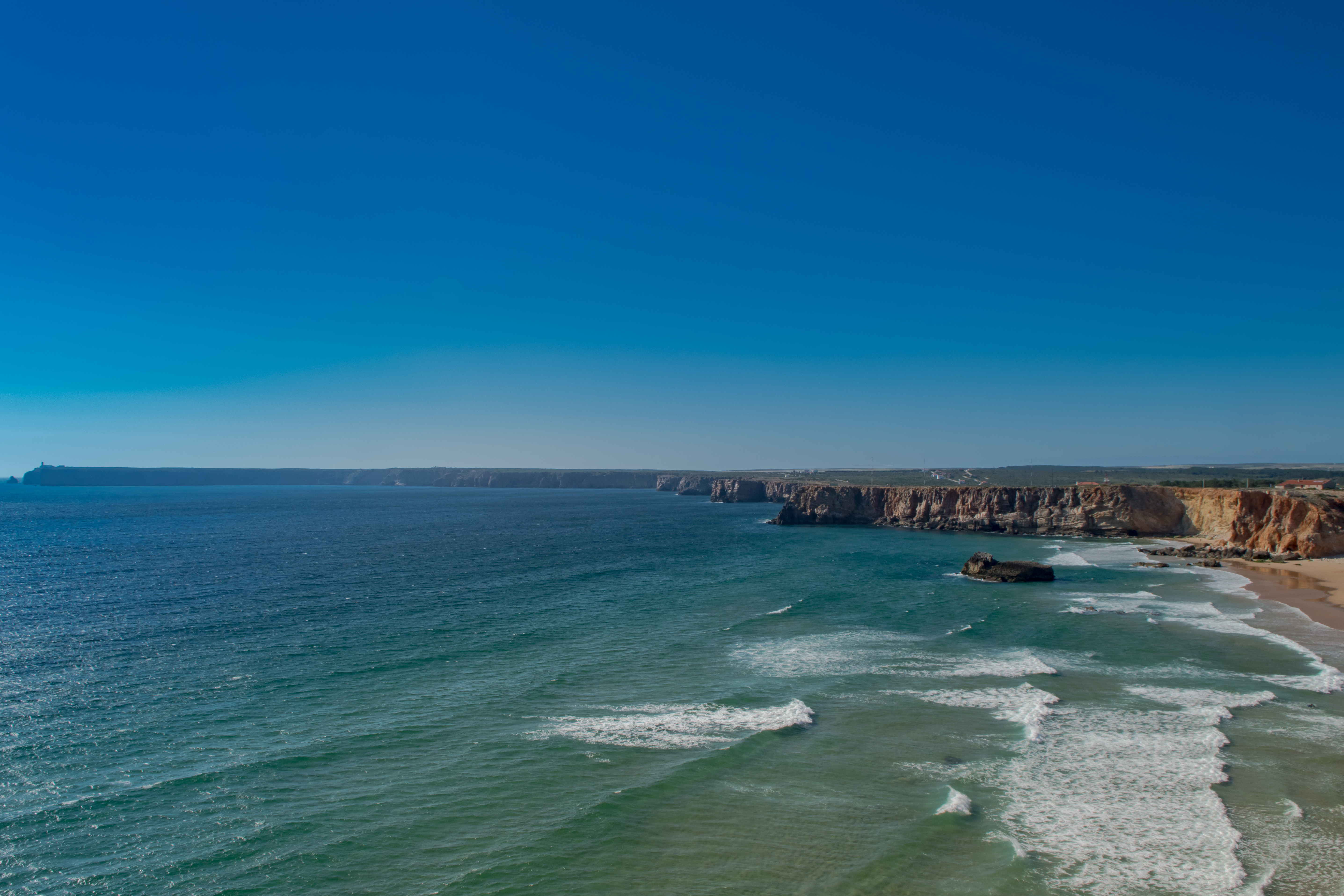
Kusten i Sagres
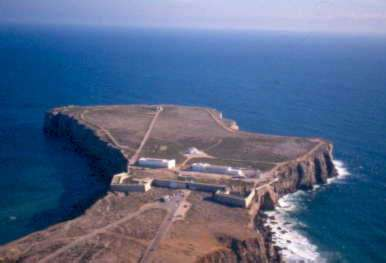
Fästningen
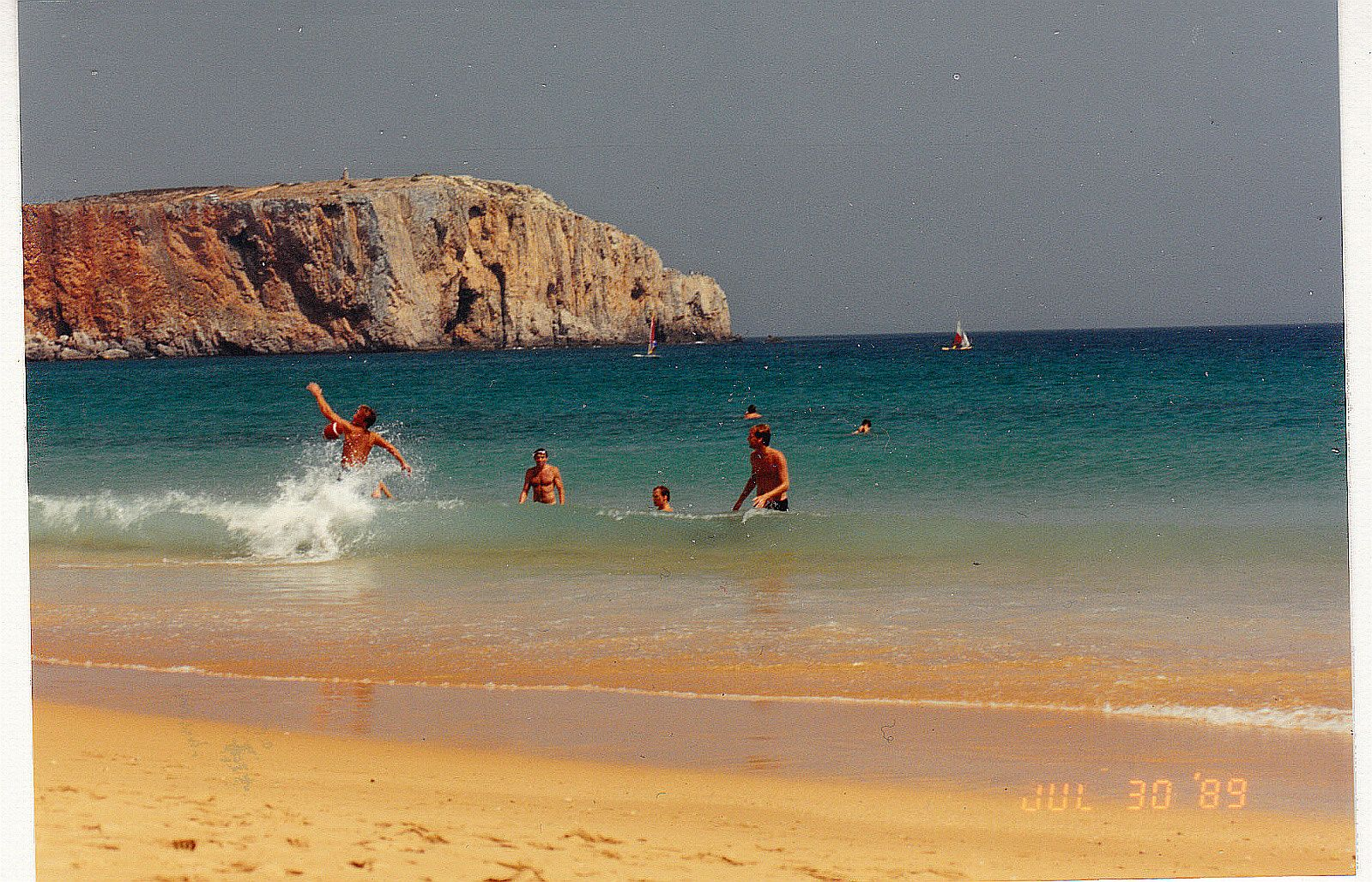
Badstranden
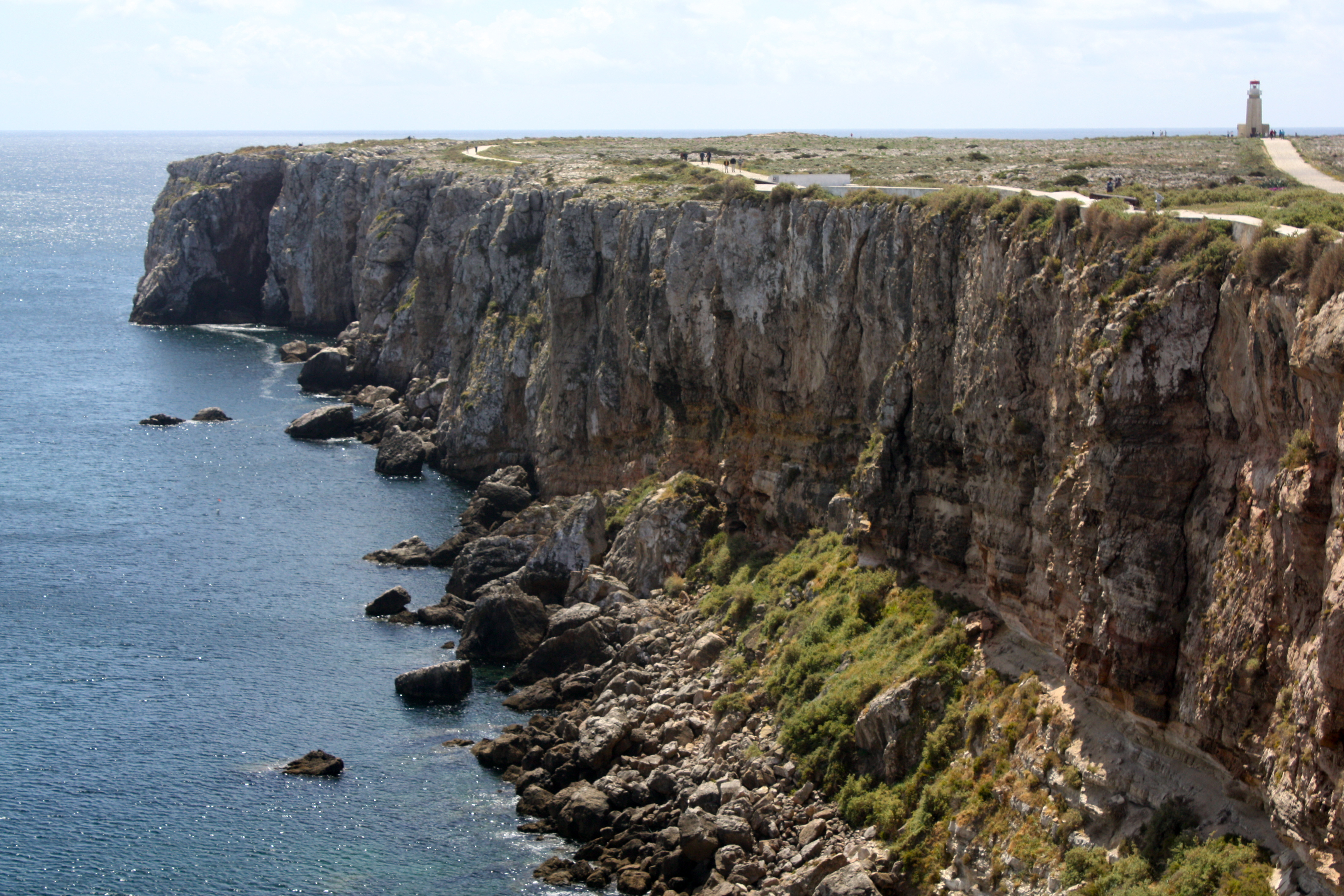
Klippudden